# Synoditulus separatus
Synoditulus separatus är en skalbaggsart som först beskrevs av August Reichensperger 1924.  Synoditulus separatus ingår i släktet Synoditulus och familjen stumpbaggar.

## Underarter
Arten delas in i följande underarter:
- S. s. separatus
- S. s. praedator